# مايكل ماركوسين
مايكل ماركوسين (بالدنماركية: Michael Marcussen)‏ مواليد 9 يناير 1955 في الدنمارك، هو دراج دانمركي سابق. سبق أن شارك في دورة الألعاب الأولمبية الصيفية.

## روابط خارجية
- مايكل ماركوسين على موقع أرشيف الدراجات (الإنجليزية)
- مايكل ماركوسين على موقع إحصائيات الدراجات الإحترافية (الإنجليزية)
- مايكل ماركوسين على موقع أوليمبيديا (الإنجليزية)